# Дани Олмо
Данијел Олмо Карвахал (шп. Daniel Olmo Carvajal; Тераса, 7. мај 1998) шпански је фудбалер Барселоне који игра на позицији левог крила и офанзивног везног.

## Клупска каријера
Каријеру је започео у млађим узрастима Еспањола. Са 8 година прешао је у Барселону. У Барселони је био капитен и најбољи стрелац младе екипе Барселоне. У јулу 2014. године Дани Олмо прелази у Динамо Загреб. За Динамо је дебитовао у фебруару 2015. године против Локомотиве из Москве (2:1) и тако постао 5. најмлађи дебитант у клубу. Први погодак постигао је у септембру 2015. године против Оштрца из Златара у победи 7:1.

## Репрезентативна каријера
Играо је за млађе узрасте шпанске репрезентације. 8. новембра 2019. године изборник шпанске репрезентације Роберто Морено убацио је Олма на списак за квалификације Европског првенства 2020. године против Малте и Румуније. Дебитовао је 15. новембра у утакмици против Малте (7:0) ушавши у 66. минуту уместо Алвара Морате, а само 3 минута касније постигао је погодак за 5:0.